# Fermín Aldeguer
Fermín Aldeguer Mengual (La Ñora, Murcia, 5 de abril de 2005) es un piloto de motociclismo español. Ha sido tercero de la European Talent Cup en 2019 y campeón del Campeonato de Europa de Moto2 en 2020. Desde 2021 compite en el Campeonato del Mundo de Motociclismo, resultando tercero en la categoría de Moto2 en 2023 con el Speed Up Racing. En 2025 es piloto del equipo Gresini Racing en la «categoría reina» de MotoGP.

## Biografía
En el año 2013 sería 3.º clasificado en Campeonato MOTODES minimotos Alevín B y 4.º clasificado Copa España Velocidad minimotos Alevín B.
En 2014 se proclama campeón de la Copa Levante Mini GP 110 y disputaría el Campeonato Cuna de Campeones mini GP 110.
En 2015, con tan solo 9 años y en su segunda temporada consecutiva en la categoría MiniGP 110 de la Cuna de Campeones, Fermín se coronó como campeón y sería 5.º Clasificado en Campeonato Copa España. Además sería 2.º Clasificado en Copa Levante y 2.º clasificado en el Regional Murciano en Mini GP 140.

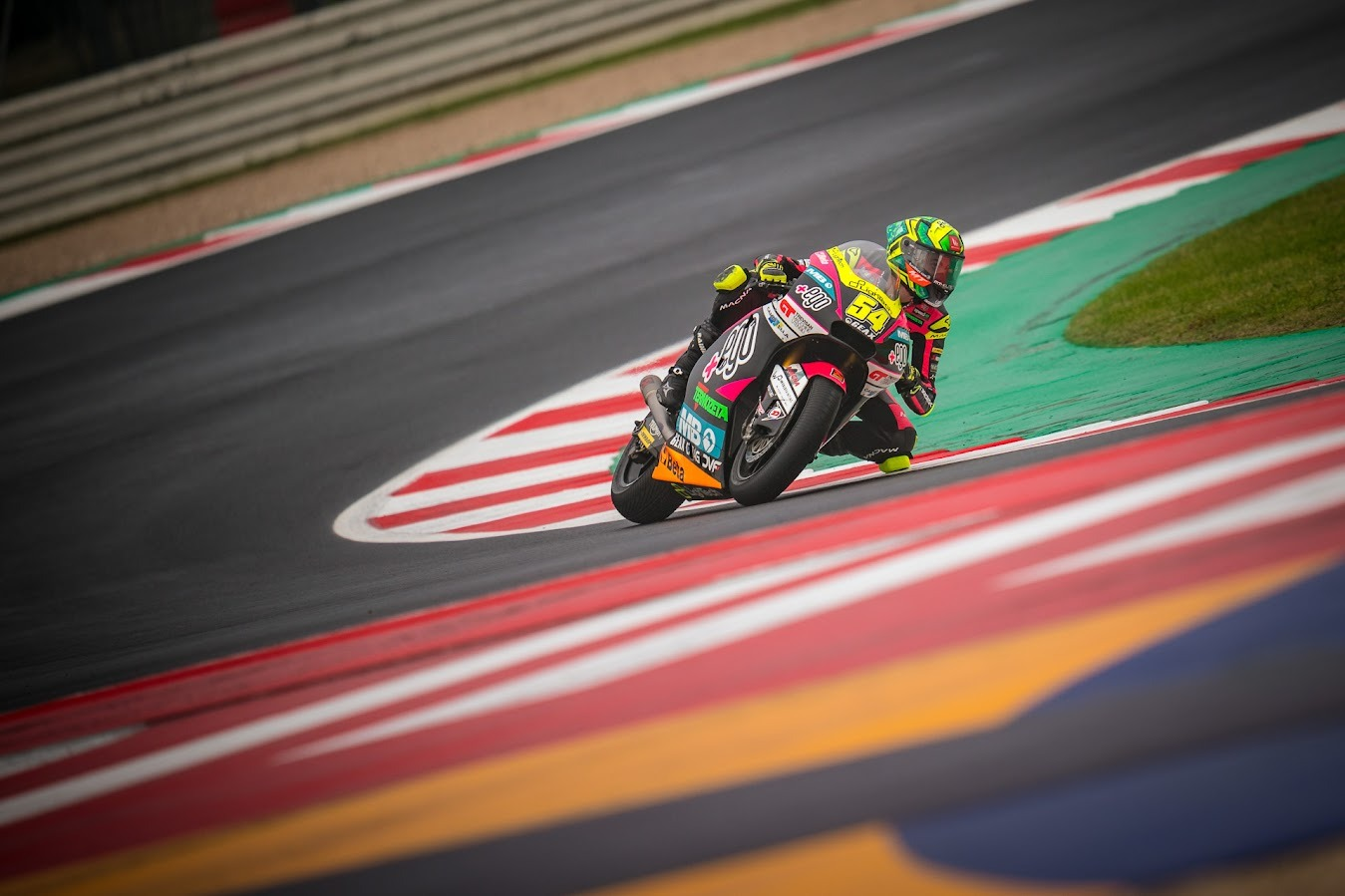
Aldeguer en Misano

En 2016 se convertiría en campeón de la Copa Levante y Regional Murciano Mini GP 140. Además, también sería vencedor en la Copa Levante y Regional Murciano Maxi GP 220 XL. Ocuparía la 3.º posición en la Copa España y Cuna Campeones Maxi GP 220 XL.
En 2017, se proclamaría vencedor de la Cuna Campeones Premoto 4, de la Copa Levante y regional murciano de premoto 4.
En el año 2018, sería 10.º clasificado en el campeonato europeo Talent Cup con el equipo Bester Capital Dubai Junior Team. En su primer año allí ya consiguió 2 podios.
En 2019, sería tercer clasificado en la European Talent Cup, tras Izan Guevara e Iván Ortolá, donde firmó 3 podios más.
En 2020 parecía posible su paso a Moto3 tras su buen hacer en la European Talent Cup del FIM CEV Repsol, de la mano del Mugen Race Junior Team, pero una serie de circunstancias ajenas lo impidieron. Tras conseguir una Yamaha, en su primera temporada se proclama campeón de Europa de Moto 2 en la categoría Superstock 600 del FIM CEV Repsol, con el equipo Fau55 Teyracing.
Gracias al título obtenido en 2020, en 2021 disputa la Copa del Mundo FIM Enel MotoE de la mano del Openbank Aspar Team, junto a María Herrera.
En 2021 también disputaría otra competición tras anunciarse que competirá en el FIM CEV Moto2 European Championship de la mano del Boscoscuro Talent Team Ciatti a lomos de una Speed Up formando dupla con su compatriota Alonso López.
El 30 de mayo de 2021, hace su debut en el GP de Italia de Moto2 de 2021 con el equipo MB Conveyors Speed Up, acabando en 12.ª posición y logrando 4 puntos con apenas 16 años y 55 días.
En 2022, después de participar parcialmente en el mundial de Moto 2 en 2021, inicia la primera campaña completa en el mundial en el equipo Speed Up Racing. En su segunda carrera termina en la séptima posición, encontrándose momentáneamente en la posición 12 del campeonato.

## Resultados

### Campeonato del Mundo de Motociclismo
Sistema de puntuación de 1993 hasta 2022:
| Posición | 1.º | 2.º | 3.º | 4.º | 5.º | 6.º | 7.º | 8.º | 9.º | 10.º | 11.º | 12.º | 13.º | 14.º | 15.º |
| Puntos   | 25  | 20  | 16  | 13  | 11  | 10  | 9   | 8   | 7   | 6    | 5    | 4    | 3    | 2    | 1    |

Sistema de puntuación desde 2023 en adelante:
| Posición       | 1.º | 2.º | 3.º | 4.º | 5.º | 6.º | 7.º | 8.º | 9.º | 10.º | 11.º | 12.º | 13.º | 14.º | 15.º |
| Puntos         | 25  | 20  | 16  | 13  | 11  | 10  | 9   | 8   | 7   | 6    | 5    | 4    | 3    | 2    | 1    |
| Carrera sprint | 12  | 9   | 7   | 6   | 5   | 4   | 3   | 2   | 1   |      |      |      |      |      |      |

#### Por categoría
| Cat.   | Temporadas    | 1.er Gran Premio | 1.er Podio        | 1.ª Victoria      | Carreras | Victorias | Podios | Poles | V.Ráp. | Pts. | CM |
| ------ | ------------- | ---------------- | ----------------- | ----------------- | -------- | --------- | ------ | ----- | ------ | ---- | -- |
| Moto2  | 2021-2024     | Italia 2021      | Gran Bretaña 2023 | Gran Bretaña 2023 | 74       | 8         | 12     | 9     | 4      | 538  | 0  |
| MotoGP | 2025-         | Tailandia 2025   | Francia 2025      |                   |          |           |        |       |        | *    | *  |
| Total  | 2021–Presente | 2021–Presente    | 2021–Presente     | 2021–Presente     | 74       | 8         | 12     | 9     | 4      | 538  | 0  |

#### Por temporada
| Temp. | Cat.   | Moto       | Equipo          | Carreras | Victorias | Podios | Poles | V.Ráp. | Pts. | Pos. |
| ----- | ------ | ---------- | --------------- | -------- | --------- | ------ | ----- | ------ | ---- | ---- |
| 2021  | Moto2  | Boscoscuro | Speed Up Racing | 8        | 0         | 0      | 0     | 0      | 13   | 25.º |
| 2022  | Moto2  | Boscoscuro | Speed Up Racing | 20       | 0         | 0      | 2     | 0      | 80   | 15.º |
| 2023  | Moto2  | Boscoscuro | Speed Up Racing | 20       | 5         | 7      | 3     | 2      | 212  | 3.º  |
| 2024  | Moto2  | Boscoscuro | Speed Up Racing | 19       | 3         | 5      | 3     | 2      | 182  | 5.º  |
| 2025  | MotoGP | Ducati     | Gresini Racing  |          |           |        |       |        | *    | *    |
| Total | Total  | Total      | Total           | 74       | 8         | 12     | 9     | 4      | 538  |      |

- * Temporada en curso.

#### Carreras por año
| Año  | Cat.   | Moto       | 1      | 2        | 3         | 4       | 5        | 6       | 7       | 8       | 9       | 10       | 11      | 12       | 13      | 14      | 15     | 16      | 17      | 18      | 19      | 20    | 21  | 22  | Pos. | Pts. |
| ---- | ------ | ---------- | ------ | -------- | --------- | ------- | -------- | ------- | ------- | ------- | ------- | -------- | ------- | -------- | ------- | ------- | ------ | ------- | ------- | ------- | ------- | ----- | --- | --- | ---- | ---- |
| 2021 | Moto2  | Boscoscuro | QAT    | DOH      | POR       | SPA     | FRA      | ITA 12  | CAT     | GER Ret | NED     | EST      | AUT     | GBR 16   | ARA 7   | RSM     | AME 21 | ERM 16  | ALG 16  | VAL 17  |         |       |     |     | 25.º | 13   |
| 2022 | Moto2  | Boscoscuro | QAT 16 | INA 7    | ARG Ret   | AME Ret | POR 7    | SPA Ret | FRA Ret | ITA 14  | CAT 15  | GER 5    | NED 11  | GBR 15   | AUT Ret | RSM Ret | ARA 6  | JPN Ret | THA Ret | AUS 4   | MAL 10  | VAL 4 |     |     | 15.º | 80   |
| 2023 | Moto2  | Boscoscuro | POR 13 | ARG 15   | AME 6     | SPA 10  | FRA 8    | ITA Ret | GER 8   | NED 4   | GBR 1   | AUT 9    | CAT 13  | RSM Ret  | IND 12  | JPN 22  | INA 3  | AUS 3   | THA 1   | MAL 1   | QAT 1   | VAL 1 |     |     | 3.º  | 212  |
| 2024 | Moto2  | Boscoscuro | QAT 16 | POR 4    | AME 3     | SPA 1   | FRA 7    | CAT Ret | ITA Ret | NED 2   | GER 1   | GBR 12   | AUT 20  | ARA Ret  | RSM 6   | ERM 5   | INA 4  | JPN 12  | AUS 1   | THA Ret | MAL INJ | SLD 9 |     |     | 5.º  | 182  |
| 2025 | MotoGP | Ducati     | THA 13 | ARG 1619 | AME Ret11 | QAT 54  | SPA Ret5 | FRA 3   | GBR 814 | ARA 63  | ITA 129 | NED Ret7 | GER 510 | CZE 1114 | AUT 26  | HUN     | CAT    | RSM     | JPN     | INA     | AUS     | MAL   | POR | VAL | 8.º  | 121  |

| Color     | Resultado                                                               |
| --------- | ----------------------------------------------------------------------- |
| Oro       | Ganador                                                                 |
| Plata     | 2.ª plaza                                                               |
| Bronce    | 3.ª plaza                                                               |
| Verde     | Finalizó en los puntos                                                  |
| Azul      | Finalizó sin puntos                                                     |
| Azul      | NC - No clasificado                                                     |
| Violeta   | Ret - No terminó (Carrera)                                              |
| Rojo      | DNQ - No se clasificó                                                   |
| Negro     | DSQ - Descalificado                                                     |
| Blanco    | DNS - No empezó (carrera)                                               |
| Blanco    | WD - Retirado (fin de semana)                                           |
| Blanco    | C - Carrera cancelada                                                   |
| Sin color | DNP - Inscrito pero no participó                                        |
| Sin color | INJ - Lesionado                                                         |
| Sin color | EX - Excluido                                                           |
| Estado    | Resultado                                                               |
| Negrita   | Pole position                                                           |
| Cursiva   | Vuelta rápida                                                           |
| x         | Posición en carrera sprint                                              |
| †         | Abandona, pero clasifica al completar el porcentaje requerido para ello |